# Остаци цркве и некропола са стећцима Закук, Битуња
Остаци цркве и некропола са стећцима Закук, Битуња  национални је споменик Босне и Херцеговине. Налази се у општини Берковићи, на југу Републике Српске. Заштићено историјско подручје чине остаци цркве и некропола са девет стећка.

## Положај и размештај
Археолошко подручје, које чине  остаци цркве и некропола са девет стећака, смештено је на локалитету Закук, Битуња на благом заравњеном узвишењу. означеном као к.ч. 438 (стари премер) уписана у з.к. уложак Исказ I, к.о. Битуња, општина  Берковићи, Република Српска, Босна и Херцеговина.
Битуња,  која се дели се на Доњу и Горњу Битуњу или Забрђе. је сеоско насеље које је од Берковића удаљено око 19 км, а од Стоца око 12 км.
Стећци Горње Битуње (Забрђа) ситуирани су на четири локалитета, позната под следећим називима:
- Локве,
- Поткук,
- Закук,
- Баба.

Од укупно 282 стећка, 62 су декорисана (22%).

## Заштита
Остатке цркве и некропола са стећцима Закук у Битуњи, као археолошко подручје Комисија за очување националних споменика, на основи члана V став 4. Анекса 8. Опшег оквирног споразума за мир у Босни и Херцеговини и члана 39. став 1. Пословника о раду Комисије за очување националних споменика, на седници одржаној од 16. до 22. маја 2006. године прогласила за национални споменик.
Изнад засеока се простире Кук, природна кречњачка громада која је кориштена као каменолом за стећке оближњих некропола.
Одлуком Комитета за светску баштину UNESCO-а од 15. јула 2016.године , Некропола са стећцима Поткук у Битуњи, општина Берковићи уписана је на Листу свјетске културне баштине UNESCO-а. Стећци Горње Битуње (Забрђа) налазе се на четири локације, познате под следећим називима: Локве, Поткук, Закук и Баба.

## Значај
На просторима на којима настају и развијају се некрополе са стећцима одраз су прожимања различитих културних утицаја које у времену 13. до 16. века налазимо на просторима Ррпублике Српске већином припадају латинском Западу али и византијском Истоку.
Већину њихових рељефа (који су упечатљиви аспект њихове појавности), ма колико били одмакнути од службених канона, ипак можемо читати посредством различитих саставница опште европске средњовековне културе (племићке, црквене и народне) односно романичке и посебно готичке уметности.
С друге стране, ова специфична култура дубоко је повезана са знатно ранијим, праисторијским, античким и раносредњовековним традицијама. Праисторијске и античке традиције се највише сагледавају у одабиру места где су постављени као и у појави одређених врста симболичких рељефа. Чињеница је да стећци већим делом означавају гробља на редове које у европској археологији пратимо од раног средњег века и периоде сеобе народа.

## Историја
Најстарији спомен средњовековних жупа Захумља налазимо у спису  Regnum Sclavorum попа Дукљанина,  у коме се у 30. глави спомиње девет хумских жупа.
Подручје Битуње је припадало средњовјековној жупи Дубрава која је граничила са жупама Дабар, Попово, Жаба, Лука и Вечерић. Жупа Дубраве се спомиње у дубровачком спису од 13. октобра 1285. године, а затим у више докумената из 1405, 1406, 1443, 1444. и 1449. године. Горња Битуња (Забрђе) се налази недалеко од југоисточне границе жупе.
Стећци Забрђа имају релативно дуг период трајања. Најстарији стећци припадају некрополама Локве и јужном и централном делу некрополе Поткук. Они су нешто нижи и слабије обрађени од осталих.
Сахрањивање се затим обављало у северном делу некрополе Поткук, а затим на некрополи Закук. Најмлађи, најквалитетније обрађени и богато декорирани стећци припадају некрополи Баба.
Нема прецизних података о времену градње цркве у Закуку. Распоред стећака око цркве указује на то да је црква већ постојала у време кад је некропола била активна, у 14. и 15. веку.

## Опис добра

### Остаци цркве
Остаци цркве заузимају централни део подручја, окружен стећцима. Црква је била у основи правоугаона, спољшњих димензија 10,5 x 5,5 м. Црква је  оријентисана у смеру запад-исток, са улазом у цркву на западној страни. Била је грађена од правилно клесаних кречњачких блокова који и данас има на црквишту и око њега. У остацима зидова се понегде примећује кречни малтер, који је коришћен за здање и малтерисање.
Дебљина зидова је износила 0,60 м.   На источном делу виде се остаци зида полукружне апсиде (полупречника 1,6 м) и камени стуб часне трпезе. Основа стуба је изведена у облику правоугаоног паралелопипеда (120 x 60 x 23 цм). На западној страни је украшен бордуром од пластично изведене повијене линије са тролистовима. У унутрашњости бордуре је пластично изведен мотив коња са јахачем, а испод тога је попречна тордирана врпца која се наставља на неки мотив правоугаоног облика, уздужно оивичен тордираном врпцом. Део стуба је у земљи, па се не види остатак декорације.
На средини цркве су остаци попречног зида, са отвором на средини. На средини подужних зидова, са спољашње стране, виде се остаци темеља потпорног зида, дебели око 0,60 цм.
Двадесетак метара од темеља цркве налази се бунар дибок 4 метара са питком водом, који је карактеристичан по томе што и преко лета у њему постоји жива вода, иако се ради о изузетно сушном периоду године.

### Некропола са стећцима
Некропола са стећцима размештена је на површини димензије  20 x 20 м. Састоји се од укупно 9 стећака у облику сандука(2), са четири украшена стећка. Стећци су оријентисани у смеру запад – исток.
Натписи на овим стећцима представљају посебан феномен иако их је у односу на број стећака сачувано мало. Њих су састављали, а можда и клесали дијаци, а и одраз су писмености  која је обухватала готово све слојеве друштва, понајвише племство и црквену власт. Натписи су  писани ћирилицом, а по садржају су различити и могу се поделити на две основне скупине: верски  или религиозни и световни (који се опет деле у мање скупине зависно од величине и садржаја).
Стећак бр. 1 - димензије 65 x 95 x 40 цм, који је делимично окрњен на горњој водоравној површини. Украшен је правоугаоном бордуром од урезаних косих паралелица, а у унутрашњости ове су на средини две розете. Једна розета је петеролисна у кружном венцу, а друга деветеролисна, омеђена кругом. Од једне до друге розете пружа се трака, која се завршава водоравном пречком. Мотив подсећа на "Т" крст.
Стећак бр. 2 - димензије 154 x 86 x 26 цм, који је на горњој површини украшен плитко пластично изведеним мотивом штапа са водоравном пречком.
Стећак бр. 3-  димензије 190 x 110 x 40 цм, који је украшен плитко пластично изведеним пругама које су доста испране и данас слабо уочљиве.
Стећак бр. 4 - је склизнуо из првобитног положаја. На горњој страни су урези који подсећају на слова, али се због истрошености не може са сигурношћу тврдити да ли су у питању слова или неки други мотиви.
Између гробова са стећцима и у непосредној близини бунара видљиви су гробови без надгробника, који су на површини оивичени каменим блоковима.